# Ryniofity
Ryniofity, ryniofyty (Rhyniophyta) – gromada roślin kopalnych, pierwotnych, pionierskich roślin lądowych. Pojawiły się na ziemi w pierwszej połowie ery paleozoicznej - w sylurze. Zapoczątkowały wszystkie linie rozwojowe prowadzące do współcześnie żyjących gatunków roślin lądowych. Ryniofity wymarły pod koniec dewonu, 370 mln lat temu.
W okresie dewonu żyły ryniofity dorastające do pół metra wysokości. Ich skamieniałości odkryto w dolnodewońskich martwicach krzemionkowych (stanowisko paleontologiczne Rhynie Chert), występujących pod szkocką miejscowością Rhynie (Aberdeenshire). Od nazwy tej miejscowości nazwano całą grupę. 

## Charakterystyka
ŁodygaOsiągająca od kilkunastu do kilkudziesięciu cm wysokości, wzniesiona, naga, zakończona pojedynczymi zarodniami (sporofit), widlasto rozgałęziająca się, z zaczątkami prymitywnych wiązek przewodzących. W miejscu, w którym odnaleziono ryniofity, odkryto rośliny będące zarówno sporofitami jak i gametofitami, co może oznaczać równoznaczność obydwu pokoleń w cyklu rozwojowym ryniofitów.
KłączePłożące, ryniofity nie wykształciły korzeni.
Budowa anatomicznaRyniofity charakteryzowała prosta budowa wewnętrzna, ich ciało było pokryte epidermą, pod którą znajdowała się tkanka miękiszowa pełniąca funkcje asymilacyjne. Środkiem przebiegała cienka wiązka przewodząca.

## Ewolucja ryniofitów
W ciągu 40 mln lat z ryniofitów utworzyły się wszystkie linie rozwojowe współczesnych roślin lądowych. Dały one początek grupom roślin o dominującym gametoficie - mszakom i glewikom, oraz o dominującym sporoficie, u których gametofit uległ niejednokrotnie znacznej redukcji i całkowitemu uzależnieniu od pokolenia bezpłciowego, ta gałąź rozwojowa doprowadziła z kolei do powstania współczesnych widłaków, skrzypów, paproci i roślin nasiennych. 

## Systematyka
Rodzaje ryniofitów:
- aglaofiton (Aglaophyton)
- hornea (Horneophyton)
- kuksonia (Cooksonia)
- rynia (Rhynia)